# Piotr Mikucki
Piotr Mikucki (ur. 27 marca 1957 w Łodzi) – polski reżyser filmowy i telewizyjny, pracujący głównie jako twórca spektakli Teatru Telewizji i filmów dokumentalnych. Profesor nauk o sztukach pięknych, wykładowca łódzkiej Filmówki, dziekan Wydziału Reżyserii Filmowej i Telewizyjnej tej uczelni w kadencjach 2016-2020 oraz 2020-2024. Członek Polskiej Akademii Filmowej. 

## Życiorys

### Kariera pedagogiczna
W 1982 ukończył studia na Wydziale Reżyserii Państwowej Wyższej Szkoły Filmowej, Telewizyjnej i Teatralnej w Łodzi. W 2004 uzyskał stopień doktora sztuki filmowej. W dniu 28 listopada 2019 r. otrzymał tytuł profesora nauk o sztukach pięknych. W 2016 r. został wybrany na dziekana macierzystego wydziału, pokonując w wyborach Marię Zmarz-Koczanowicz. W 2020 r. uzyskał reelekcję na drugą, czteroletnią kadencję na tym stanowisku. Współpracuje także ze Szkołą Wajdy. 

### Kariera reżyserska
Pod koniec lat 80. XX wieku pracował jako asystent Krzysztofa Zanussiego (przy filmie Gdzieśkolwiek jest, jeśliś jest...) oraz Krzysztofa Kieślowskiego (przy filmie dokumentalnym Siedem dni tygodnia - Warszawa). W 1989 zrealizował swój pierwszy spektakl telewizyjny, którym był Koncert świętego Owidiusza wg tekstu Antonia Buero Vallejo. W tym samym roku zrealizował fabularny film telewizyjny Głuchy telefon, wyemitowany po raz pierwszy w czerwcu 1992 r. W kolejnych zrealizował dla Teatru Telewizji spektakle Cztery wezwania z przyczyny św. Jerzego (1990), Gdy rozum śpi (1992), Szkoła latania (1994), Krystyna (1995), Sawa (1996), Samotna noc (1996), Donadieu (1996), Perła (1997), Dzieci (1997), Spotkanie (1998), Podróż (2000), Szkoła obmowy (2001), Glany na glanc (2002) i Na wsi (2004). W 1997 był współreżyserem (razem z Piotrem Łazarkiewiczem) miniserialu Zaklęta.  
Oprócz produkcji fabularnych, zrealizował też filmy dokumentalne Dedykacja (1993), Igor Mitoraj. Więzy (1995) i Jan Krenz (1997). Od 2005 regularnie pełni rolę opiekuna artystycznego etiud szkolnych powstających w łódzkiej Filmówce. 